# Agorapocalypse
Agorapocalypse è il quarto album degli Agoraphobic Nosebleed.

## Tracce
1. Timelord Zero (Chronovore) (hidden track in pregap) – 3:23
2. Agorapocalypse Now – 2:25
3. Timelord One (Loneliness of the Long Distance Drug Runner) – 0:56
4. Dick to Mouth Resuscitation – 1:16
5. Moral Distortion – 2:00
6. Hung from the Rising Sun – 2:10
7. First National Stem Cell and Clone – 3:19
8. Question of Integrity – 2:30
9. Timelord Two (Paradoxical Reaction) – 3:03
10. Trauma Queen – 1:51
11. White on White Crime – 3:19
12. Druggernaut Jug Fuck – 2:23
13. Ex-Cop – 0:59
14. Flamingo Snuff – 2:20

## Formazione
- Richard Johnson - voce
- Carl Schultz - voce
- J. Randall - voce, samples, elettronica
- Scott Hull - chitarra, programmazione batteria